# Dick Taverne

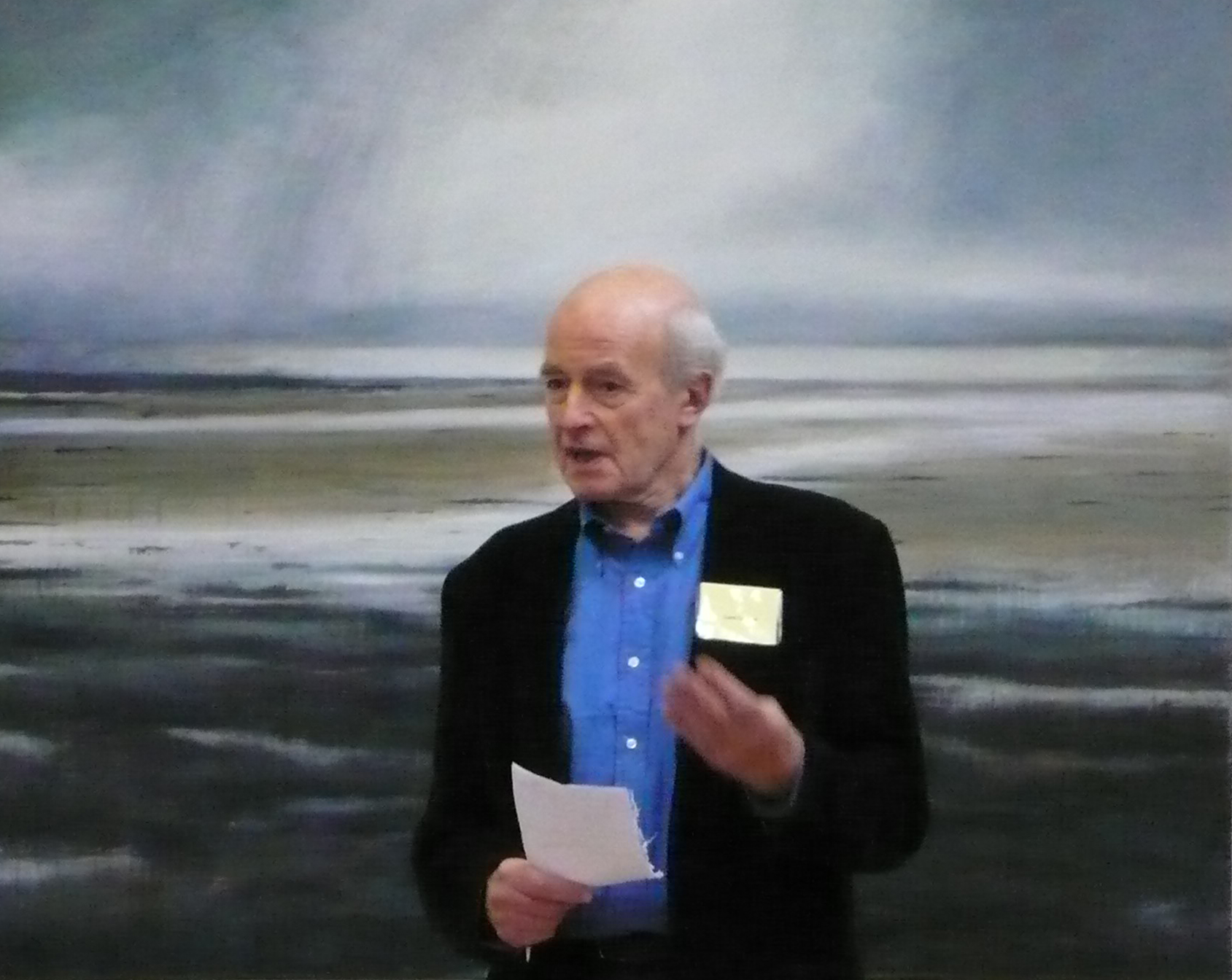
Baron Taverne bei einem Vortrag (2007)

Dick Taverne, Baron Taverne KC (* 18. Oktober 1928) ist ein britischer Politiker der Labour Party, Democratic Labour Party, Social Democratic Party (SDP) sowie schließlich der Liberal Democrats, der mehr als zehn Jahre den Wahlkreis Lincoln im House of Commons vertreten hatte und seit 1996 Mitglied des House of Lords ist.

## Leben

### Rechtsanwalt und Unterhausabgeordneter
Nach dem Besuch der Charterhouse School studierte Taverne zunächst Philosophie und Geschichte der Antike am Balliol College der University of Oxford. Nach einem anschließenden Studium der Rechtswissenschaften erhielt er 1954 die anwaltliche Zulassung als Barrister und war danach als Rechtsanwalt tätig.
Taverne begann seine politische Laufbahn zunächst in der Labour Party und bewarb sich für diese erstmals bei der Unterhauswahl am 8. Oktober 1959 im Wahlkreis Wandsworth and Putney erfolglos für ein Abgeordnetenmandat im House of Commons. Am 8. März 1962 wurde er bei einer Nachwahl (By-election) im Wahlkreis Lincoln erstmals zum Abgeordneten des Unterhauses gewählt und gehörte diesem bis zu seinem Rücktritt am 16. Oktober 1972 an. 1965 wurde ihm der Titel eines Kronanwalts (Queen’s Counsel) verliehen.
Während dieser Zeit war er in der Regierung von Premierminister Harold Wilson zunächst zwischen 1966 und 1968 Parlamentarischer Unterstaatssekretär im Innenministerium (Home Office) sowie anschließend zunächst bis 1969 Staatsminister im Schatzamt und dann bis zum Ende von Wilsons Amtszeit 1970 Finanzsekretär des Schatzamtes (Financial Secretary to the Treasury).
Nachdem er 1972 aus der Labour Party ausgetreten war, wurde er Mitglied der Democratic Labour Party und wurde für diese am 1. März 1973 bei einer Nachwahl im Wahlkreis Lincoln wiederum zum Mitglied des House of Commons gewählt, dem er diesmal bis zur Unterhauswahl am 10. Oktober 1974 angehörte. Taverne war außerdem 1979 Mitglied eines internationalen unabhängigen Gremiums zur Überwachung der Arbeit der Europäischen Kommission.
Später trat er auch aus der Democratic Labour Party aus und wurde Mitglied der 1981 gegründeten Social Democratic Party (SDP), für die er sich 1982 bei Nachwahlen in den Wahlkreisen Southwark und Peckham sowie Unterhauswahl am 9. Juni 1983 im Wahlkreis Dulwich vergeblich um einen Sitz im House of Commons bewarb. Während dieser Zeit war er zwischen 1981 und 1987 Mitglied des Nationalkomitees der SDP sowie zugleich von 1983 bis 1987 Vorsitzender des Zentrums für öffentliche Politik (Public Policy Centre).

### Mitglied der Liberal Democrats und des Oberhauses
1988 wurde er schließlich Mitglied der neugegründeten Liberal Democrats und gehörte zwischen 1989 und 1990 deren Föderalen Politikkomitee als Mitglied an.
1996 wurde Dick Taverne als Life Peer mit dem Titel Baron Taverne, of Pimlico in the City of Westminster, in den Adelsstand erhoben und gehört seitdem als Mitglied dem House of Lords an.
Baron Taverne, der zwischen 1996 und 2008 Vorsitzender der Drogen- und Alkoholentzugseinrichtung Alcohol and Drug Abuse Prevention and Treatment Ltd war, war während seiner Mitgliedschaft im Oberhaus von 1998 bis 2005 Sprecher der Fraktion der Liberal Democrats für das Schatzamt sowie zeitgleich zwischen 2001 und 2005 Sprecher seiner Partei zum Euro. Des Weiteren ist er seit 2002 Vorsitzender der von ihm gegründeten Organisation Sense About Sense, die sich um eine für die allgemeine Öffentlichkeit verständliche Darstellung der Wissenschaften bemüht.

## Veröffentlichungen
- The Future of the Left: Lincoln and After (1974), ISBN 0-224-00950-8
- The March of Unreason: Science, Democracy, and the New Fundamentalism (2005), ISBN 0-19-280485-5